# 에스킬스투나 유나이티드 DFF
에스킬스투나 유나이티드 DFF(스웨덴어: Eskilstuna United DFF)는 스웨덴 에스킬스투나를 연고로 하는 프로 여자 축구 클럽이다. 현재 스웨덴 여자 축구 최상위 리그인 다말스벤스칸에 참가하고 있다. 2002년 9월 29일에 설립되었으며, 2013 엘리테탄 시즌에서 우승을 차지하면서 다말스벤스칸으로 승격되었다.